# Shimen, Anhui
Shimen (kinesiska: 石门) är en socken i östra Kina. Den ligger i She härad i staden Huangshan i provinsen Anhui, omkring 270 kilometer sydost om provinshuvudstaden Hefei. Antalet invånare är 3 365. Befolkningen består av 1 564 kvinnor och 1 801 män. Barn under 15 år utgör 11,0 %, vuxna 15-64 år 77 %, och äldre över 65 år 10,0 %.